# Liste von Persönlichkeiten aus Osttimor
Diese Liste führt bekannte Personen aus Osttimor auf. Die Personen sind in Osttimor oder der ehemaligen Kolonie Portugiesisch-Timor geboren, sind/waren Einwohner oder haben die Staatsbürgerschaft Osttimors. Ihre Tätigkeit hat Einfluss auf Gesellschaft in Osttimor gehabt, sie sind einer breiten Öffentlichkeit in Osttimor bekannt oder sie wurden in den Medien mehrfach erwähnt. Sie sind nach ihrem Nachnamen alphabetisch sortiert, ihr Geburtsjahr sowie der Anlass ihrer Bekanntheit sollten angegeben sein.

## Politiker

### A
- Marí Alkatiri (* 1949), Premierminister und Generalsekretär der FRETILIN
- Gil da Costa Alves (1958–2019), Generalsekretär der Associação Social-Democrata de Timor (ASDT), Abgeordneter
- Arão Noé da Costa Amaral (* 1955), Parlamentspräsident
- Francisco Xavier do Amaral (1937–2012), Gründer der FRETILIN und erster Präsident Osttimors vor der indonesischen Besetzung
- Moisés da Costa Amaral (1938–1989), Präsident der politischen Kommission der União Democrática Timorense (UDT)
- Ovídio Amaral, Minister für Verkehr und Kommunikation
- Abílio Araújo (* 1949), Gründer der Partido Nasionalista Timorense (PNT), Minister für Wirtschaft und Soziales
- Aliança Araújo (* um 1951), Parteivorsitzende der Partido Timorense Democrático (PTD)
- Fernando Lasama de Araújo (1963–2015), Parteivorsitzende der Partido Democrático (PD), Staatsminister, Koordinator für soziale Angelegenheiten und Minister für Bildung
- Natália de Araújo (* 1966), Vizeministerin der Gesundheit (CNRT)
- Rui Maria de Araújo (* 1964), Gesundheitsminister, Premierminister

### B
- Dionísio Babo (* 1966), Minister (CNRT)
- Arsénio Bano (* 1974), Minister für „Arbeit und Solidarität“ und stellvertretender Parteivorsitzender der FRETILIN
- Fernanda Borges (* 1969), Parteivorsitzende der PUN, Finanzministerin

### C
- Carrascalão, osttimoresische Familie, aus der mehrere Politiker entstammen
  - João Viegas Carrascalão (1945–2012), Vorsitzender der UDT
  - José Manuel Carrascalão (* 1960), stellvertretender Vorsitzender der ASDT, Abgeordneter,  stellvertretenden Minister für Infrastruktur
  - Manuel Carrascalão (1933–2009), Vorsitzender des Nationalrats 2001
  - Mário Viegas Carrascalão (1937–2017), indonesischer Gouverneur Osttimors 1983 bis 1992, Vizepremierminister, Vorsitzender der Partido Social Democrata (PSD)
- Eduardo de Carvalho (1962–2010), Staatssekretär für Fischerei
- António Mau Lear Duarte Carvarino († 1979), Premierminister Osttimors und Freiheitskämpfer
- Maria do Céu (* 1957), Präsidentschaftskandidatin und Entwicklungshelferin.
- Avelino Coelho da Silva (* 1963), Generalsekretär und Sprecher der Partido Socialista de Timor (PST), Staatssekretär für den Ministerrat
- Rosária Corte-Real, Ministerin für Bildung und Kultur
- Adérito Hugo da Costa (* 1968), Präsident des Parlaments
- Lucas da Costa (1952–2019), Abgeordneter, Unabhängigkeitsaktivist und Universitätsprofessor
- Vítor da Costa (1951–2020), Präsident der Frenti-Mudança (FM), Staatssekretär für soziale Sicherheit
- Zacarias Albano da Costa (* 1964), Außenminister (PSD)

### D
- Maria Domingas Alves (* 1959), Ministerin für soziale Solidarität

### F
- Alarico Fernandes, Generalsekretär der FRETILIN, Innen-, Informations- und Sicherheitsminister
- José Manuel Fernandes, Staatssekretär für Jugend und Sport, stellvertretender Generalsekretär der FRETILIN
- Angela Freitas, Präsident der Partido Trabalhista (PT)
- João Câncio Freitas, Minister für Bildung und Kultur
- Paulo Freitas da Silva (1939–2007), Präsident der PT

### G
- Cornelio L7 Gama (* 1945), Parteivorsitzende der UNDERTIM, Chef der Sagrada Família.
- Francisco Gomes (* 1965), Vorsitzender der Partidu Liberta Povu Aileba (PLPA), Präsidentschaftskandidat
- João Mendes Gonçalves, Minister für Wirtschaft und Entwicklung
- Fernando Dias Gusmão, ehemaliger Fraktionschef der PSD, Vorsitzender der Partido do Desenvolvimento Nacional (PDN)
- Xanana Gusmão (* 1946), ehemaliger Freiheitskämpfer und Staatspräsident, Premierminister Osttimors
- Aniceto Guterres Lopes (* 1967), ehemaliger Vorsitzender der CAVR und Parlamentspräsident
- Francisco Lu-Olo Guterres - (* 1954), ehemaliger Vorsitzender der FRETILIN, Staatspräsident 2017–2022
- José Luís Guterres (* 1954), ehemaliger Außenminister, stellvertretender Premierminister
- Vicente da Silva Guterres (* 1955), ehemaliger Parlamentspräsident

### H
- Rui Manuel Hanjam (* 1969), Vizeminister für Wirtschaft und Entwicklung, Vizeminister für Finanzen

### L
- Agostinho Lay (* 1975), Abgeordneter (CNRT)
- Francisco Kalbuadi Lay (* 1954), Tourismusminister (CNRT)
- Pedro Lay, Minister für Infrastruktur
- Arcângelo Leite, Minister für Staatsadministration
- Abílo Lima, Staatssekretär für Umwelt (ASDT)
- Lúcia Lobato (* 1965), stellvertretende Vorsitzende der PSD, Abgeordnete und Justizministerin
- Nicolau dos Reis Lobato (1946–1978), Freiheitskämpfer, Premierminister und Präsident vor der indonesischen Besetzung
- Rogério Lobato (* 1949), Verteidigungsminister 1975, Innenminister 2002–2006 (FRETILIN)
- Sérgio Lobo (* 1958), Gesundheitsminister (CNRT)
- Francisco Lopes da Cruz (* 1941), Mitbegründer der UDT, indonesischer Botschafter in verschiedenen Ländern
- Jaime Xavier Lopes, Staatssekretär für Grundstücke und Eigentum, Chef der Kampfsportorganisation Perguruan Setia Hati Terate
- Mariano Sabino Lopes, Generalsekretär der PD, Minister für Landwirtschaft, Forstwirtschaft und Fischerei

### M
- Adaljíza Magno (* 1975, Baguia), amtsführende Außenministerin 2006, stellvertretende Außenministerin seit 2017
- Armindo Maia, Bildungsminister
- Nélson Martins (* 1970), Gesundheitsminister
- Gertrudes Araújo Moniz (* 1967), stellvertretende Fraktionsvorsitzende der PD
- Inácio Moreira (* 1962), Vizeminister für öffentliche Bauvorhaben, Transport und Telekommunikation, Minister für Verkehr und Kommunikation, Abgeordnete der FRETILIN
- Justino Mota, zweiter Generalsekretär der FRETILIN

### N
- Adriano do Nascimento (* 1970), Vizepräsident der PD, Minister für den Ministerrat

### P
- Ágio Pereira, Staatsminister (CNRT)
- Jacinta Abucau Pereira (* 1973), Abgeordnete der PD
- Ana Pessoa Pinto (* 1956), Generalstaatsanwältin, Ministerin für Staatsadministration 2001–2007
- Júlio Tomás Pinto (* 1974), Staatssekretär für Verteidigung (CNRT)
- Alfredo Pires (* 1964), Staatssekretär für Natürliche Ressourcen, Minister für Erdöl und Natürliche Ressourcen
- Angelita Pires (* 1969?), Präsidentschaftskandidatin
- Emília Pires (* 1961), Finanzministerin
- Milena Pires (* 1966), Frauenrechtlerin, Abgeordnete für die PSD, Programmkoordinatorin von UNIFEM Osttimor, Mitglied des Staatsrats

### R
- José Ramos-Horta (* 1949), Friedensnobelpreisträger, Staats-, Außen- und Verteidigungsminister, Premierminister, Präsident
- Mário Nicolau dos Reis, Staatssekretär für Angelegenheiten der Veteranen der nationalen Befreiung (PD)
- Vicente Sahe dos Reis († 1979), Nationaler Politkommissar 1977–1979, Minister für Arbeit, Freiheitskämpfer
- Roque Rodrigues (* 1949), Verteidigungsminister

### S
- Maria do Céu Sarmento (* 1968), Gesundheitsministerin
- Estanislau da Silva (* 1952), Premierminister 2007, Staatsminister, Koordinator für Wirtschaftsangelegenheiten und Minister für Landwirtschaft und Fischerei seit 2015
- Virgílio Simith, Parteisprecher des CNRT, Staatssekretär für Kultur, Staatssekretär für die Region II, Vizeminister für Grundschulen und Sekundärschulen
- Francisco da Costa Soares, Staatssekretär für Institutionelle Entwicklung (2012–2015)
- José Abílio Osório Soares (1947–2007), letzter Gouverneur Indonesiens in Osttimor
- José Fernando Osório Soares (1937–1975/76), Generalsekretär der APODETI

### T
- Taur Matan Ruak (* 1956), ehemaliger Oberbefehlshaber der Verteidigungskräfte und Freiheitskämpfer, Präsident 2012–2017, Premierminister seit 2018
- José Teixeira (* 1964), Staatssekretär für Tourismus, Umwelt und Investitionen, Vizeminister für natürliche Ressourcen, Mineralien und Energiepolitik, Minister für Natürliche Ressourcen, Mineralien und Energie, Abgeordneter und Parteisprecher der FRETILIN
- Jorge da Conceição Teme, Vizeminister für Äußeres und Kooperation, Staatssekretär für die autonome Region Oecusse, Minister für Staatsadministration (Frenti-Mudança)
- Manuel Tilman (* 1946), Generalsekretär der Klibur Oan Timor Asuwain KOTA, Präsidentschaftskandidat

### V
- Guido Valadares (1934–1976), Vizeminister für Arbeit und Soziales, Mitglied des Nationalkomitees der FRETILIN
- Ivo Jorge Valente (* 1969), Justizminister (CNRT)

### X
- Jacob Xavier (1936–2012), Vorsitzender der Partido do Povo de Timor (PPT)

## Traditionelle Könige
- Boaventura († 1913?), Liurai von Manufahi und Anführer der Rebellion von Manufahi
- Aleixo Corte-Real (1886–1943), Volksheld aus dem Zweiten Weltkrieg
- Guilherme Gonçalves (1919–1999), Letzter Koronel Bote von Atsabe
- Siprianu († 1943), Koronel Bote von Atsabe

## Angehörige von Militär, Milizen und Freiheitsbewegungen
- Francisco Borja da Costa (1946–1975), Freiheitskämpfer und Dichter der Nationalhymne
- Eurico Guterres (* 1971), Chef der pro-indonesischen Miliz Aitarak
- Natalino Leitão († 1975), Freiheitskämpfer, Designer der Nationalflagge
- Ma'huno Bulerek Karathayano (1949–2021), ehemaliger Freiheitskämpfer
- Alfredo Reinado (1968–2008), Rebellenführer in den Unruhen von 2006
- Nino Konis Santana (1957–1998), Chef der FALINTIL (1993–1998)
- Manuel de Sousa, Kommandant der pro-indonesischen Miliz Besi Merah Putih (BMP)

## Bischöfe
- Norberto do Amaral (* 1956), Bischof von Maliana
- José Joaquim Ribeiro (1918–2002), ehemaliger Bischof von Dili
- Carlos Filipe Ximenes Belo (* 1948), ehemaliger Bischof von Dili und Friedensnobelpreisträger
- Jaime Garcia Goulart (1908–1997), ehemaliger Bischof von Dili
- Martinho da Costa Lopes (1918–1991), ehemaliger Bischof von Dili und Menschenrechtler
- Basílio do Nascimento (1950–2021), Bischof von Baucau
- Virgílio do Carmo da Silva (* 1967), Bischof von Dili
- Alberto Ricardo da Silva (1943–2015), ehemaliger Bischof von Dili

## Künstler
- Afonso Redentor Araújo (1942–1979), Komponist der Nationalhymne
- Luís Cardoso (* 1958), Schriftsteller
- Sandra Pires (* 1969), osttimoresisch-portugiesisch-österreichische Sängerin
- Fernando Sylvan (1917–1993), Dichter und Autor
- Teo Batiste Ximenes, Popmusiker

## Andere Personen
- Agueda Amaral (* 1972), erste osttimoresische Sportlerin bei den Olympischen Spielen (Marathon in Sydney und Athen)
- Demétrio do Amaral de Carvalho (* 1966), Träger des Goldman Environmental Prize 2004
- Alfredo Esteves (* 1976), Fußballspieler
- Yohan Goutt Goncalves (* 1994), erster Winterolympionike Osttimors
- Kirsty Sword Gusmão (* 1966), Frau von Xanana Gusmão, Frauenrechtlerin und Unabhängigkeitsaktivistin
- Deolindo dos Santos, Gerichtspräsident des Berufungsgerichts, Osttimors höchstem Gerichts
- Guilhermino da Silva (1957–2019), Gerichtspräsident des Berufungsgerichts, Osttimors höchstem Gerichts
- Gil da Cruz Trindade (* 1982), Marathonläufer bei den Olympischen Spielen von Athen 2004
- Cláudio de Jesus Ximenes, ehemaliger Gerichtspräsident des Berufungsgerichts